# Karol Algajer
Karol Algajer (ur. 30 stycznia 1881 w Korzeniu Szlacheckim, zm. 2 października 1947 w Koźlu) – polski polityk, senator IV kadencji w latach 1935–1938, działacz społeczny i związkowy, robotnik.

## Młodość i początki działalności politycznej
Urodził się w rodzinie chłopskiej Henryka i Emilii z Kühnów. Po ukończeniu szkoły elementarnej i kursów ślusarsko-mechanicznych w Częstochowie rozpoczął pracę w tamtejszej hucie Bernarda Hantkego jako elektromonter i ślusarz. Od 1904 działał w Polskiej Partii Socjalistycznej, a później PPS – Frakcji Rewolucyjnej (był delegatem na X (I) Zjazd Partii w Wiedniu) i OB PPS, uczestnik wielu akcji bojowców na obszarze Zagłębia Dąbrowskiego. W 1908 został aresztowany i osadzony w więzieniu w Piotrkowie [Tryb.], zaś w 1911 skazano go na 6 lat katorgi (przebywał między innymi w Pskowie, Jarosławiu i prawdopodobnie na Syberii). Z katorgi został zwolniony w 1917, a do kraju powrócił w 1919.

## Działalność społeczna i polityczna w II Rzeczypospolitej
Po powrocie do kraju walczył w I powstaniu śląskim i wojnie polsko bolszewickiej. Do 1928 działał w PPS. W latach 1920–1929 pracował jako magazynier w warsztatach broni i amunicj w warszawskiej filii Starachowickich Zakładów Górniczych. 
Od 192(?) członek BBWR i na polecenie władz tej partii w 1929 przeniósł się do Łodzi dla pracy w środowisku robotniczym. Współorganizator Związku Związków Zawodowych. Później działał w OZN. Był prezesem: odcinka robotniczego OZN, Związku Włókniarzy przy OZN, a także prezesem oddziału łódzkiego Pracowniczego Towarzystwa Oświatowo-Kulturalnego im. Stefana Żeromskiego. 
Do Senatu IV kadencji został powołany w 1935 jako nominat prezydenta Ignacego Mościckiego. Tu pracował w komisji Budżetowej (referent w latach 1937–1938), Regulaminowej (sesja 1935/36), Społecznej (sesja 1936/37) i Gospodarczo-Skarbowej (od sesji 1936/37 w komisji skarbowej). Członek parlamentarnej Grupy Regionalnej Posłów i Senatorów Województwa Łódzkiego.
W kwietniu 1937 został wybrany do Tymczasowej Rady Miejskiej w Łodzi. Uczestnik w I Kongresu Zjednoczenia Polskich Związków Zawodowych (1937), został wybrany w skład Rady Naczelnej tej organizacji. W styczniu 1939 przeniósł się do Trzyńca na Śląsku Cieszyńskim, gdzie znalazł zatrudnienie w hucie oraz prowadził działalność związkową i propagandową.
W okresie okupacji niemieckiej mieszkał w Warszawie i tu pracował jako nadzorca mostów. Od 1942 był bezrobotny. Po upadku powstania warszawskiego aresztowany przez gestapo, uciekł z konwoju w okolicach Gorzkowic. 
Po zakończeniu wojny jeszcze w 1945 r. wyjechał do Koźla i zatrudnił się tam na posadzie magazyniera w Okręgowej Sieci Elektrycznej Śląska Opolskiego. W tym okresie był także sekretarzem Komitetu Powiatowego PPS w Koźlu. Powołany na rok 1947 do sprawowania obowiązków ławnika Sądu Okręgowego w Gliwicach w postępowaniu doraźnym i w sprawach o przestępstwa szczególnie niebezpieczne w okresie odbudowy Państwa.
Zmarł w Koźlu. Pochowany 5 października 1947 na cmentarzu parafii św. Zygmunta i św. Jadwigi Śląskiej (grób nie zachował się).

## Ordery i odznaczenia
- Krzyż Niepodległości z Mieczami (15 kwietnia 1932)[13]